# Monstranusia
Monstranusia är ett släkte av steklar. Monstranusia ingår i familjen sköldlussteklar.
Kladogram enligt Catalogue of Life:
| Monstranusia | \| \| Monstranusia antennata \| \| \| \| \| \| Monstranusia mirabilissima \| \| \| \| |
|              | \| \| Monstranusia antennata \| \| \| \| \| \| Monstranusia mirabilissima \| \| \| \| |
|              | Monstranusia antennata                                                                |
|              |                                                                                       |
|              | Monstranusia mirabilissima                                                            |
|              |                                                                                       |